# وونجو (مدينة)
وونجو (بالهانغل: 원주시 | بالهانجا: 原州市 | وونجو شي) هي مدينة كورية جنوبية تقع على بعد 140 كيلو متراً (87 ميل) شرق مدينة سول العاصمة ويمكن الوصول إلى العاصمة في غضون ساعة ونصف بالقطار أو الباص. المدينة هي أكثر مدن مقاطعة غانغوون ازدحاماً. كانت المدينة موقع حدوث معارك وونجو الأولى والثانية والثالثة خلال الحرب الكورية.

## التعليم
- جامعة كانغننغ وونجو المحلية.
- كلية سانغجي يونغسو.
- جامعة هالا.
- جامعة سانغجي.
- جامعة يونشي.

## الثقافة

### المتاحف
- متحف مرنغ.
- متحف جامعة يونشي وونجو.
- متحف قرية ييتشايك.
- متحف تشياك الشعبي.
- متحف جبل تشياك ميونغجوسا والنحت.
- حديقة توجي الأدبية.
- مركز توجي الأدبي.
- متحف هانجي.

### المهرجانات
- مهرجان هويتشون القمر الكامل في السنة الجديدة.
- مهرجان جبل تشياك بوكساكوت (أزهار الخوخ).
- يوم أطفال وونجو.
- مهرجان الخضروات البرية.
- مهرجان الورد.
- مهرجان سومغانغ.

## المناخ
| البيانات المناخية لـوونجو (1981–2010)       | البيانات المناخية لـوونجو (1981–2010) | البيانات المناخية لـوونجو (1981–2010) | البيانات المناخية لـوونجو (1981–2010) | البيانات المناخية لـوونجو (1981–2010) | البيانات المناخية لـوونجو (1981–2010) | البيانات المناخية لـوونجو (1981–2010) | البيانات المناخية لـوونجو (1981–2010) | البيانات المناخية لـوونجو (1981–2010) | البيانات المناخية لـوونجو (1981–2010) | البيانات المناخية لـوونجو (1981–2010) | البيانات المناخية لـوونجو (1981–2010) | البيانات المناخية لـوونجو (1981–2010) | البيانات المناخية لـوونجو (1981–2010) |
| الشهر                                       | يناير                                 | فبراير                                | مارس                                  | أبريل                                 | مايو                                  | يونيو                                 | يوليو                                 | أغسطس                                 | سبتمبر                                | أكتوبر                                | نوفمبر                                | ديسمبر                                | المعدل السنوي                         |
| ------------------------------------------- | ------------------------------------- | ------------------------------------- | ------------------------------------- | ------------------------------------- | ------------------------------------- | ------------------------------------- | ------------------------------------- | ------------------------------------- | ------------------------------------- | ------------------------------------- | ------------------------------------- | ------------------------------------- | ------------------------------------- |
| متوسط درجة الحرارة الكبرى °م (°ف)           | 1.7 (35.1)                            | 5.0 (41.0)                            | 11.1 (52.0)                           | 19.0 (66.2)                           | 23.9 (75.0)                           | 27.6 (81.7)                           | 29.3 (84.7)                           | 30.0 (86.0)                           | 25.7 (78.3)                           | 19.8 (67.6)                           | 11.5 (52.7)                           | 4.4 (39.9)                            | 17.4 (63.3)                           |
| المتوسط اليومي °م (°ف)                      | −4.3 (24.3)                           | −1.2 (29.8)                           | 4.7 (40.5)                            | 11.8 (53.2)                           | 17.3 (63.1)                           | 21.8 (71.2)                           | 24.6 (76.3)                           | 24.8 (76.6)                           | 19.5 (67.1)                           | 12.6 (54.7)                           | 5.2 (41.4)                            | −1.4 (29.5)                           | 11.3 (52.3)                           |
| متوسط درجة الحرارة الصغرى °م (°ف)           | −9.5 (14.9)                           | −6.6 (20.1)                           | −1.1 (30.0)                           | 4.8 (40.6)                            | 11.1 (52.0)                           | 16.5 (61.7)                           | 20.8 (69.4)                           | 20.9 (69.6)                           | 14.7 (58.5)                           | 6.9 (44.4)                            | 0.0 (32.0)                            | −6.2 (20.8)                           | 6.0 (42.8)                            |
| الهطول مم (إنش)                             | 22.0 (0.87)                           | 26.3 (1.04)                           | 51.6 (2.03)                           | 66.7 (2.63)                           | 93.5 (3.68)                           | 140.1 (5.52)                          | 362.2 (14.26)                         | 290.1 (11.42)                         | 173.4 (6.83)                          | 50.1 (1.97)                           | 43.5 (1.71)                           | 24.1 (0.95)                           | 1٬343٫6 (52.90)                       |
| متوسط أيام هطول الأمطار (≥ 0.1 mm)          | 7.4                                   | 7.0                                   | 9.2                                   | 8.1                                   | 8.9                                   | 10.4                                  | 16.6                                  | 14.8                                  | 9.0                                   | 6.1                                   | 8.1                                   | 8.0                                   | 113.6                                 |
| متوسط الرطوبة النسبية (%)                   | 66.9                                  | 64.2                                  | 61.6                                  | 58.4                                  | 64.1                                  | 70.3                                  | 78.5                                  | 78.1                                  | 76.0                                  | 73.2                                  | 70.9                                  | 69.2                                  | 69.3                                  |
| ساعات سطوع الشمس الشهرية                    | 162.4                                 | 165.1                                 | 189.3                                 | 213.0                                 | 221.0                                 | 194.1                                 | 146.8                                 | 169.4                                 | 174.7                                 | 186.9                                 | 149.0                                 | 153.0                                 | 2٬124٫6                               |
| المصدر: Korea Meteorological Administration |                                       |                                       |                                       |                                       |                                       |                                       |                                       |                                       |                                       |                                       |                                       |                                       |                                       |

## المدن التوأمة
- الولايات المتحدة، روانوك.
- كندا، إدمونتون.
- الصين، يانتاي.
- الصين، خفي.
- اليابان، إتشيكاوا.
- بريطانيا، بلفاست.

## أعلام
- دال جون لي
- جي يونغ جو
- تشوي كيو ها
- يون جي سونغ
- لي سو را

## وصلات خارجية
- الموقع الرسمي (بالإنجليزية).